# 拉蒙·马里亚·纳瓦埃斯
拉蒙·马里亚·纳瓦埃斯-坎波斯 GE，LH（西班牙語：Ramón María Narváez y Campos；1800年8月5日—1868年4月23日），西班牙军人、政治家。他在女王伊莎贝拉二世统治期间曾七次组阁出任首相，最终于第七次首相任上逝世。纳瓦埃斯是19世纪西班牙温和党的代表人物之一，被公认为是伊莎贝拉时代君主制的主要捍卫者，他致力于抵御笼罩在西班牙的革命威胁；由于其出生于洛哈，他在当时也被称为“洛哈的大剑”。